# Santuario de la naturaleza del Cajón del río Achibueno
El Santuario de la Naturaleza Cajón del río Achibueno fue declarado como tal el 18 de mayo de 2015, convirtiéndose en el primer santuario de la naturaleza de Chile en proteger toda la red hidrográfica de su cuenca cubre la totalidad de los cursos de agua del río Achibueno y sus tributarios: sus cursos de agua, glaciares, zonas de inundación. 
El área protegida corresponde al cauce y zona de inundación de cuerpos de agua continentales y glaciares tributarios del río Achibueno y el mismo río (3.327 ha aproximadamente), así como laderas adyacentes y riberas de propiedad privada (1.262 ha aproximadamente), lo que en su conjunto suma una superficie total de 4.589 hectáreas aproximadamente.

## Ubicación
El Santuario se encuentra ubicado en las comunas de Linares, Longaví y Colbún, Región del Maule, a aproximadamente 20 km hacia el sureste de la ciudad de Linares.
Parte del área se ubica en el sitio prioritario para la conservación de la biodiversidad denominado "Altos de Achibueno".

## Ecosistema y valor ecológico
El área reúne una serie de características de singularidad y representatividad, tanto a nivel ecosistémico, de especies, patrimonio cultural y paisajístico. Desde el punto de vista del valor ecológico del área, esta se encuentra en la ecorregión de agua dulce mediterránea, la cual presenta la mayor riqueza de especies y el mayor grado de endemismo en Chile.
El Cajón del Achibueno representa en sí mismo un ecosistema de gran diversidad y variabilidad, lo que posibilita la persistencia de procesos ecológicos y evolutivos, el intercambio de genes entre poblaciones de una misma especie y la conservación de las poblaciones que allí se encuentran. La preservación de la integridad ecosistémica es esencial para mantener las características hidrológicas de las cuencas de captación, incluyendo el régimen natural, la conectividad de los ambientes hidrológicos entre cuenca arriba y cuenca abajo, las relaciones entre agua freática y agua superficial y la estrecha relación entre los ríos, sus planicies de inundación, y el bosque nativo. Con esta declaratoria se constituye el primer Santuario de la Naturaleza en cubrir la totalidad de los cursos de agua de una cuenca hidrográfica en Chile central.

## Diversidad

### Flora
Debido a que sus formaciones vegetacionales poseen características propias de bosques primarios, es decir, con un bajo nivel de degradación, fue priorizado como uno de los cinco sitios de la región con mayor importancia por biodiversidad. El objeto de conservación es el denominado Bosque Maulino, caracterizado por la presencia de especies caducifolias pertenecientes al género Nothofagus con especies predominantes como Roble Maulino y Hualo. Además de poder encontrar flora como: 
- Bellota del sur (Beilschmiedia berteroana)
- Lleuque (Prumnopitys andina)
- La hierba Senecio linearensis
- Guindo santo (Eucryphia glutinosa)

- ñirre (Nothofagus antártica)
- Lenga (Nothofagus pumilio)
- Roble de Santiago (Nothofagus macrocarpa)
- Mañío de hoja larga (Podocarpus saligna)

### Fauna
En cuanto a su fauna, es posible toparse con:
- Carpintero negro (Campephilus magellanicus)
- Cóndores (Vultur gryphus)
- Águila mora (Geranoateus melanoleucus)
- Loros tricahue (cyanoliseus patagonus)
- Pudú (pudu puda)

## Fauna en peligro
Se han descrito seis especies de fauna íctica nativa, de las cuales tres están en peligro, dos vulnerables y una casi amenazada.

## Grabados de los Chiquillanes
En su alta cordillera se encuentran unos grabados de hace 700 años aproximadamente, pertenecientes a la cultura de los Chiquillanes, pueblo indígena nómada que habitaba la zona central de nuestro país con una cultura similar a la de los tehuelches.